# Banapple Gas
"Banapple Gas" is een nummer van de Britse singer-songwriter Cat Stevens. Het verscheen op zijn album Numbers uit 1975. In januari 1976 werd het uitgebracht als de enige single van dat album.

## Achtergrond
"Banapple Gas" is geschreven en geproduceerd door Cat Stevens. De term "banapple gas" is een andere benaming voor de stof isoamylnitriet, dat sporen van lsd bevat. De single werd gepromoot door een opvallende videoclip, die regelmatig een van de vreemdste ooit wordt genoemd.
"Banapple Gas" werd een hit in een aantal landen. In de Amerikaanse Billboard Hot 100 kwam het tot plaats 41 en ook in onder meer Australië, Canada, Duitsland en Oostenrijk behaalde het een hitnotering. Het kende het meeste succes in het Nederlandse taalgebied. In Nederland piekte het op de zevende plaats in de Top 40 en de zesde plaats in de Nationale Hitparade en werd het uitgeroepen tot Troetelschijf, terwijl in Vlaanderen de achtste positie in een voorloper van de Ultratop 50 werd gehaald.

## Hitnoteringen

### Nederlandse Top 40
| Hitnotering: 03-04-1976 t/m 15-05-1976 | Hitnotering: 03-04-1976 t/m 15-05-1976 | Hitnotering: 03-04-1976 t/m 15-05-1976 | Hitnotering: 03-04-1976 t/m 15-05-1976 | Hitnotering: 03-04-1976 t/m 15-05-1976 | Hitnotering: 03-04-1976 t/m 15-05-1976 | Hitnotering: 03-04-1976 t/m 15-05-1976 | Hitnotering: 03-04-1976 t/m 15-05-1976 | Hitnotering: 03-04-1976 t/m 15-05-1976 |
| Week                                   | 1                                      | 2                                      | 3                                      | 4                                      | 5                                      | 6                                      | 7                                      |                                        |
| -------------------------------------- | -------------------------------------- | -------------------------------------- | -------------------------------------- | -------------------------------------- | -------------------------------------- | -------------------------------------- | -------------------------------------- | -------------------------------------- |
| Nummer                                 | 30                                     | 13                                     | 10                                     | 7                                      | 10                                     | 15                                     | 33                                     | uit                                    |

### Nationale Hitparade
| Hitnotering: 03-04-1976 t/m 08-05-1976 | Hitnotering: 03-04-1976 t/m 08-05-1976 | Hitnotering: 03-04-1976 t/m 08-05-1976 | Hitnotering: 03-04-1976 t/m 08-05-1976 | Hitnotering: 03-04-1976 t/m 08-05-1976 | Hitnotering: 03-04-1976 t/m 08-05-1976 | Hitnotering: 03-04-1976 t/m 08-05-1976 | Hitnotering: 03-04-1976 t/m 08-05-1976 |
| Week                                   | 1                                      | 2                                      | 3                                      | 4                                      | 5                                      | 6                                      |                                        |
| -------------------------------------- | -------------------------------------- | -------------------------------------- | -------------------------------------- | -------------------------------------- | -------------------------------------- | -------------------------------------- | -------------------------------------- |
| Nummer                                 | 25                                     | 14                                     | 7                                      | 6                                      | 9                                      | 15                                     | uit                                    |

### NPO Radio 2 Top 2000
| Nummer met noteringen in de NPO Radio 2 Top 2000 | '00  | '01  |
| ------------------------------------------------ | ---- | ---- |
| Banapple Gas                                     | 1984 | 1583 |

1. ↑  Een vetgedrukt getal geeft de hoogste notering aan.
2. ↑  2000 was het eerste jaar met een notering voor dit nummer.
3. ↑  Deze tabel is bijgewerkt tot en met de laatste editie (2024).